# Iglesia de San Fermín de los Navarros
La iglesia de San Fermín de los Navarros es un templo católico de España, ubicado en el barrio madrileño de Chamberí. El edificio fue declarado Bien de interés cultural con la categoría de monumento el 20 de abril de 1995. Desde el punto de vista arquitectónico es considerado una muestra clara del neomudéjar madrileño. Fue proyectada en 1886 por los arquitectos Eugenio Jiménez Corera y Carlos Velasco Peinado, y construida entre 1886 y 1890.

## Historia

### La Real Congregación de San Fermín de los Navarros
Es una cofradía establecida en torno a la devoción de San Fermín por navarros residentes en Madrid. Este grupo se venía reuniendo cada 7 de julio en una capilla del Convento de la Victoria. Finalmente fundan el 7 de julio de 1683 la congregación siendo aprobadas en 1684 las primeras constituciones. En 1685 trasladan su sede la iglesia del Convento de la Trinidad donde permanecieron hasta 1746. Sin embargo, dos años antes, en 1744 se resuelve tener una iglesia propia. Para ello adquieren la residencia de los condes de Monterrey donde se leventará la primera iglesia de San Fermín de los Navarros, en 1746, que dio nombre a parte del paseo del Prado. Esta iglesia y el hospital adyacente fueron demolidos en 1885 con motivo del inicio de las obras de construcción del edificio del Banco de España. La Real Congregación de San Fermín de los Navarros decidió entonces trasladar la iglesia a unos terrenos propiedad de Isabel de Borbón en el paseo del Cisne (actual paseo de Eduardo Dato).

### Actual iglesia
Para la construcción del nuevo edificio se realizó un concurso al que se presentaron cinco proyectos, siendo aprobado el de los arquitectos Carlos Velasco Peinado y Eugenio Jiménez Corera. Las obras se iniciaron en 1886 y se procedió a la inauguración del templo el 6 de julio de 1890, con la asistencia de la infanta Isabel.

## Características

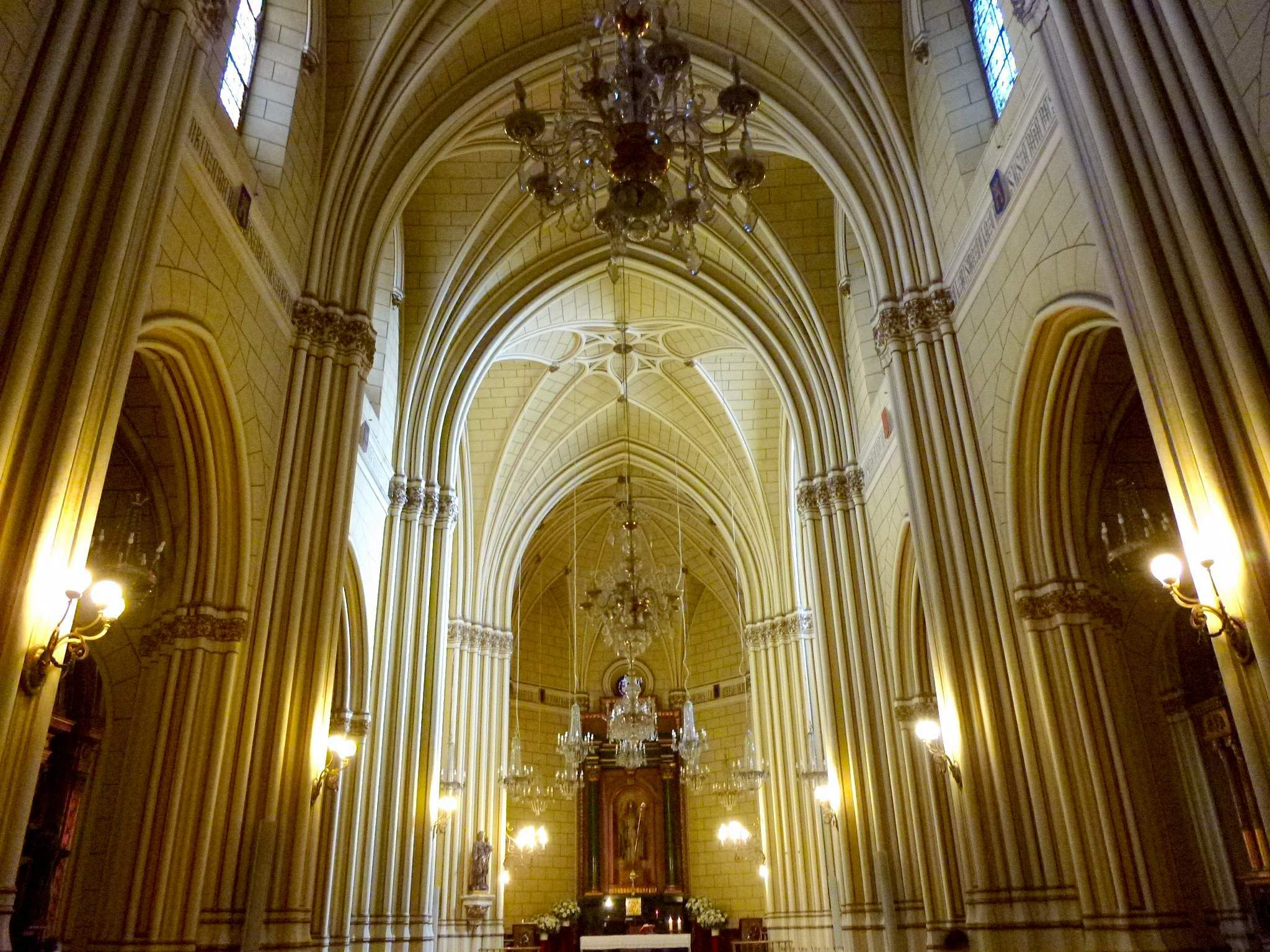
Interior

Construida en ladrillo visto, con una alta torre a los pies. La disposición ajedrezada de los ladrillos, a imitación del paño de sebka, permite realizar diversos dibujos a lo largo de la fachada. La entrada se realiza por un portal de piedra labrada, imitando las formas góticas.
La iglesia se sitúa en el centro del solar, dejándose a ambos lados zonas ajardinadas que dan paso a los pabellones laterales. El exterior del templo se encuentra en la línea del mudéjar toledano, arquitectura de ladrillo de rápida construcción y bajo coste que fue proliferando en Madrid a medida que la ciudad se ensanchaba, pudiéndose incluso considerarse el neomudéjar un estilo típicamente madrileño. La fábrica está realizada con combinación de ladrillo y mampostería de pedernal, apareciendo mezclado en la zona alta ladrillos ordinarios con otros esmaltados en verde y blanco, tan característicos de este tipo de arquitectura. La fachada principal, con los escudos de Navarra y de España, alberga la imagen de San Fermín, obra de Fructuoso Orduña de 1958 copiando el original del escultor Francisco Font y Pons. 

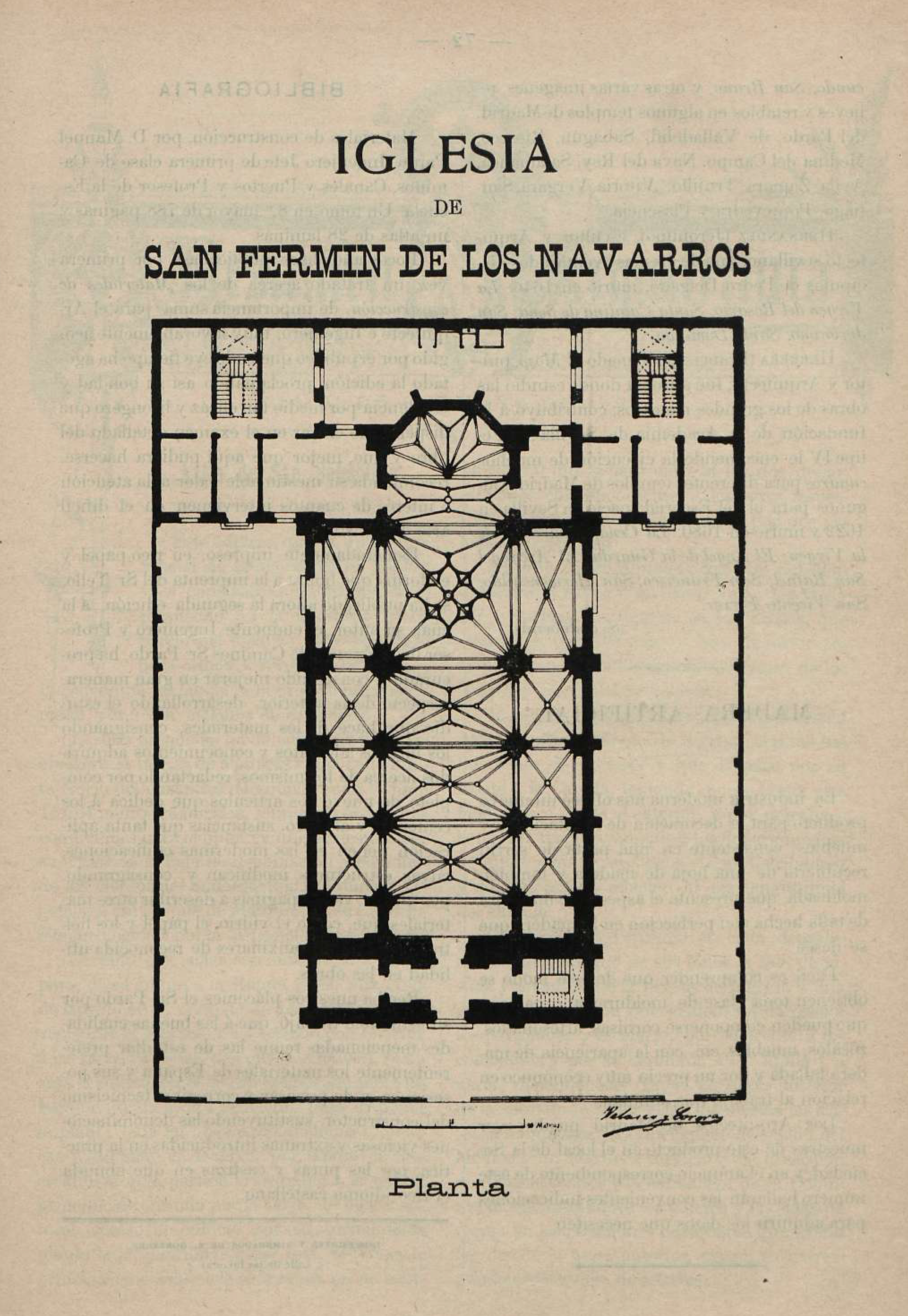
Planta de la iglesia, en Resumen de Arquitectura (1891)

En el interior se adoptó el estilo gótico. La planta es de cruz latina, con tres naves (la central más alta que las laterales) y crucero con bóveda estrellada. Todo el muro está revocado en cal imitando piedra con despiece realzado con líneas de tinta de oro. Las vidrieras de las ventanas, en arco de herradura, ostentan, entre otras representaciones, el escudo de Navarra. El retablo mayor, realizado en el siglo XX según proyecto del arquitecto José Yárnoz, incluye una escultura de bulto redondo en madera, representando a San Fermín (170 cm), obra de Fructuoso Orduña. Otra escultura de bulto redondo en madera (150 cm), representando a San Francisco Javier, del mismo autor, preside el retablo de la nave de la epístola. En el crucero, una escultura de bulto redondo, en madera (140 cm), representando a la Virgen del Rosario, obra barroca del siglo XVIII. La iglesia alberga una de las mejores tallas del arte religioso español: el "Niño Jesús del Dolor" de la escultora barroca Luisa Roldán; pero lamentablemente no se muestra a los visitantes.

## Polémica
El 20 de noviembre de 2015, aparece en los medios de comunicación por organizar una misa en honor del dictador Francisco Franco, a la salida de la cual los participantes cantaron el himno falangista Cara al Sol. En la misma noticia, publicada por el periódico digital Público, la parroquia afirma que «no nos parece bien, pero tienen derecho a celebrar». Igualmente fuentes del Arzobispado de Madrid señalaban al respecto sobre la disponibilidad de las iglesias «para rezar» sin que la celebración «derivara en un acto político».